# Camilla Faartoft
Camilla Faartoft (født 19. april 2000) er en dansk håndboldspiller, der spiller for Ringkøbing Håndbold og Danmarks U/19-håndboldlandshold.